# Grande-Bretagne aux Jeux paralympiques d'hiver de 2006
La Grande-Bretagne participe aux Jeux paralympiques d'hiver de 2006 à Turin. Elle y remporte une médailles : zéro en or, une en argent et zéro en bronze, se situant à la dix septième place des nations au tableau des médailles. La délégation britanniques regroupe 20 sportifs.